# Mã Kim So
Mã Kim So (1963-) là một tay đua xe gắn máy lừng danh tại Việt Nam vào thập niên 1990.

## Khởi nghiệp sửa xe
Mã Kim So sinh năm 1963 tại Bạc Liêu, trong một gia đình gốc Hoa. Do gia cảnh khó khăn, từ năm 10 tuổi, cha mẹ đã phải gởi ông cho một người bà con (vai chú) là ông Hầu Lập Tân - một thợ sửa xe gắn máy Honda 67 nổi tiếng ở Bạc Liêu lúc đó - học nghề. Năm 17 tuổi ông theo người chú rời quê lên Sài Gòn lập nghiệp.
Do bản tính cần cù và ham học hỏi, mặc dù không biết chữ, ông nhanh chóng nổi danh trong giới sửa xe Sài Gòn, đặc biệt với kỹ thuật canh vít lửa. Đầu thập niên 1980, rất nhiều xe 67 chuyên dùng săn bắt cướp của lực lượng Cảnh sát Hình sự Công an quận 5 được tín nhiệm giao cho ông sửa chữa, nâng cấp. Năm 1984, ông tách khỏi người chú ra mở tiệm sửa xe riêng khi mới vừa 21 tuổi.

## Tay đua cự phách
Trước năm 1989, khi chưa có bất kỳ giải đua xe chính thức nào được tổ chức, Mã Kim So từng tham gia các giải đua ăn tiền bất hợp pháp giữa các thợ máy của các lò sửa xe Sài Gòn. Ông nhiều lần giành được chiến thắng với số tiền lớn cũng như làm tăng uy tín của lò sửa xe của ông. Do thể hình nhỏ bé cộng với sự liều lĩnh trong các kỹ thuật "vỉa" cua, nằm bẹp mình xuống yên, một tay nhấp ga tay kia nhấp số... trong thi đấu, ông được giới cá độ đua xe đặt biệt hiệu là "So gà".
Năm 1989, lần đầu tiên Sở Thể dục - Thể thao Thành phố Hồ Chí Minh tổ chức Giải Vô địch đua xe 67 tại trường đua Phú Thọ. Mã Kim So đã đăng ký tham gia và lập tức giành được giải nhì. Trong 10 năm, hầu hết các giải đua xe máy thể loại xe 67 ở Việt Nam (toàn bộ đều ở miền Nam) đều bị ông thâu tóm hầu hết các giải cao. Năm 1997 là năm huy hoàng nhất của Mã Kim So khi ông "thâu tóm" gần hết danh hiệu các giải do hãng dầu nhớt Castrol tài trợ. Với thành tích này, ông được hãng dầu nhớt Castrol chọn qua Malaysia học hỏi kinh nghiệm và tập luyện chung với các tay đua chuyên nghiệp.

## Trở thành cao thủ độ xe
Đầu thập niên 2000, Mã Kim So không tham gia thi đấu nữa. Ông chuyên tâm vào lĩnh vực sửa và phục hồi xe máy, đặc biệt là loại xe Honda 67 từng đem lại uy tín và vinh quang cho ông. Đặc biệt, khi phong trào chơi xe gắn máy cổ ở Thành phố Hồ Chí Minh phát triển mạnh, nhiều khách hàng vốn ưa chuộng loại xe mạnh mẽ và bền bỉ này thường tìm đến tiệm của ông bởi sự rành rẽ cũng như uy tín và trách nhiệm của ông trong việc phục hồi dòng xe này đã qua hơn 40 năm sử dụng này.